# Anneli Jordahl

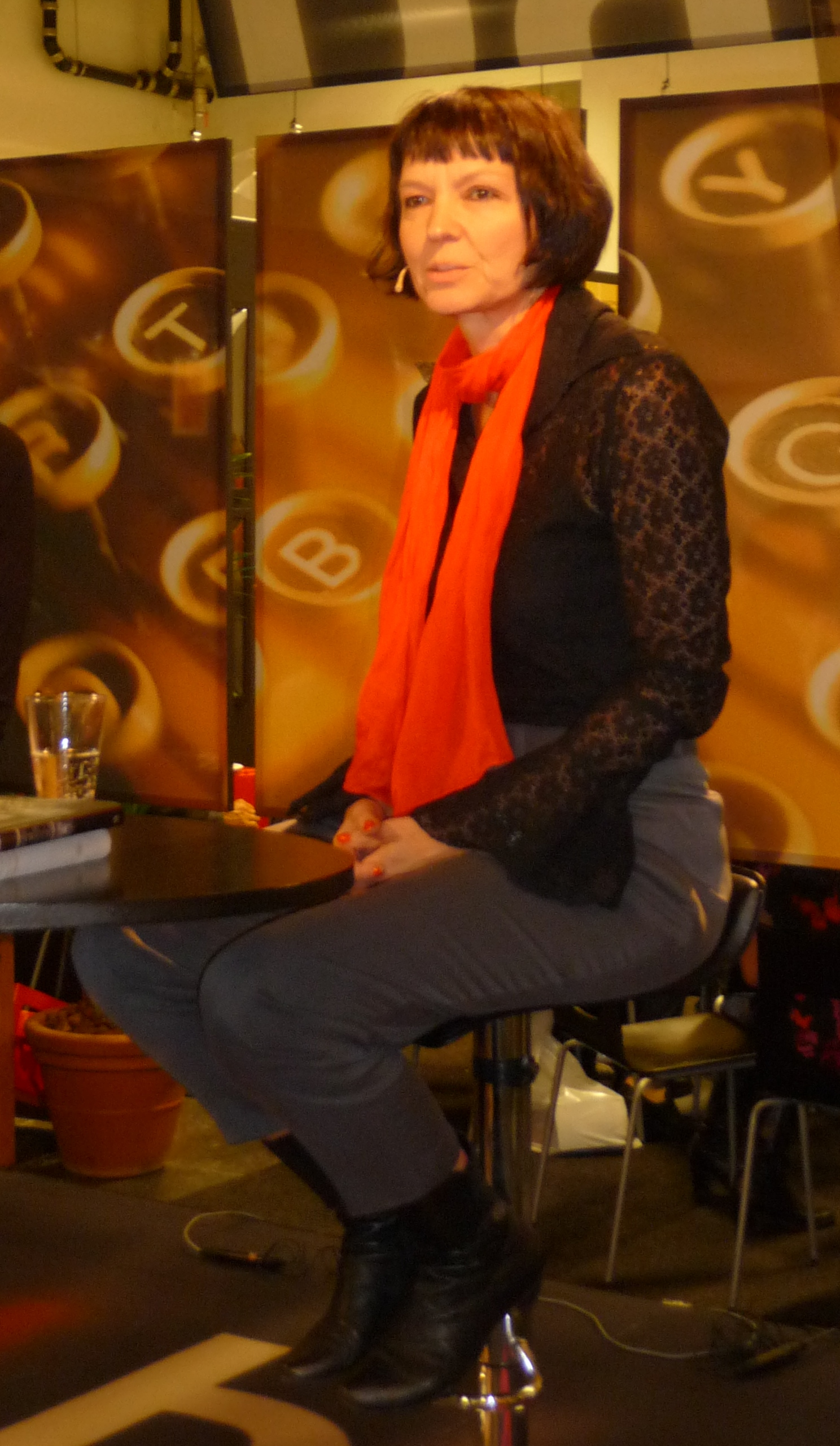
Anneli Jordahl medverkar i SVT:s Babel, 2009.

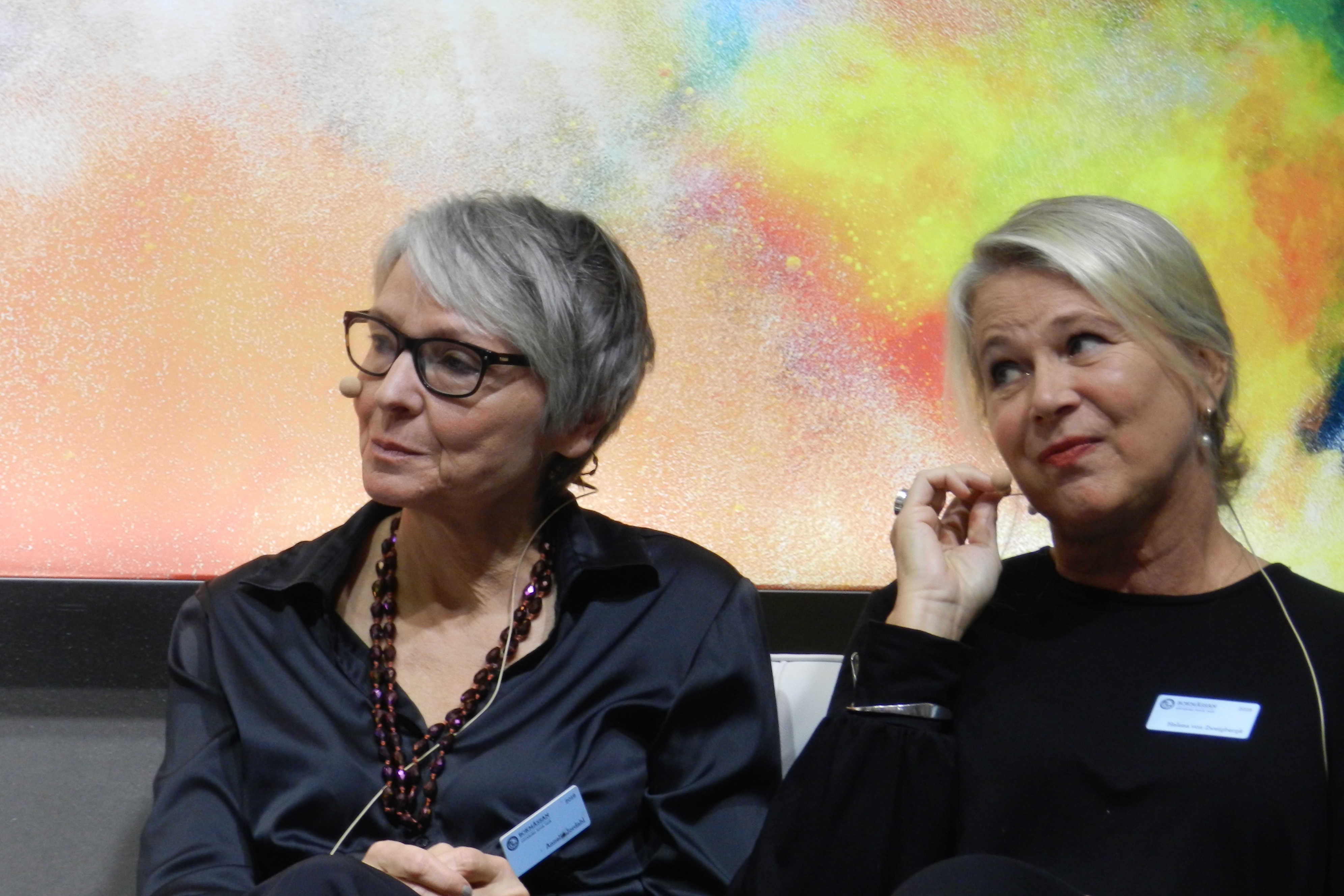
Anneli Jordahl tillsammans med Helena von Zweigbergk på Bokmässan i Göteborg 2019.

Karin Anneli Jordahl, född 28 juni 1960 i Östersund, är författare och litteraturkritiker. Bosatt i Sigtuna. 

## Biografi
Under 1990-talet arbetade hon som kulturjournalist på Dagens Nyheter, Expressen. Sveriges Radio P1 och SVT. Idag skriver hon litteraturkritik i Aftonbladet, Sydsvenskan och Ord & Bild. 
Hon inledde sitt författarskap med sakprosa. Klass – är du fin nog? är hennes mest spridda bok som givits ut i fem upplagor.  Hon har även skrivit en kulturguide till Helsingfors och en biografi över författaren Elsie Johansson, Att besegra fru J.  Essän Orm med två huvuden handlar om skrivandets våndor, om att leva som både kritiker och författare. För denna  tilldelades hon bland annat Stina Aronson-priset av Samfundet De Nio. 
2009 debuterade hon skönlitterärt med en roman om Ellen Key, Jag skulle vara din hund (om jag bara finge vara i din närhet) – om kvinnor, klass, skapande och olycklig kärlek. Därpå följde ytterligare två historiska romaner. I Augustenbad en sommar skildras en sörmländsk kurort i slutet av 1800-talet. En alkoholiserad poet kurerar sig med iskalla bad och nattliga samtal med en syfilitisk rättsrådinna.  Efter den kom Låt inte den här stan plåga livet ur dig, Mona, om ett hembiträde i slutet av 50-talet. En bok om ogifta mödrars utsatthet. 
Återkommande teman i skrivandet är klass, bildningstörst, kärlek som aldrig blir och ensamhet. Demokratirörelser och välfärdsstatens byggstenar är trådar hon drar i.  I romanen Som hundarna i Lafayette park speglas arbetardöden i den amerikanska medborgarrättsrörelsen. Änkan Jeanette väcks ur sin vanmakt och reser till San Francisco för att höra Angela Davis tala.  
Femte romanen Björnjägarens döttrar är inspirerad av Aleksis Kivis finska romanklassiker Sju bröder från 1870. Jordahl har överfört Kivis roman till nutid i Norra Finland och skildrar sju systrars liv i vildmarken.  

## Priser och utmärkelser
- 2005 – Ludvig Nordström-priset[1]
- 2010 – Moa Martinson-stipendiet[2]
- 2012 – Katrineholms kommuns kulturstipendium[3]
- 2014 – Landstinget Sörmlands kulturstipendium
- 2016 – Tidningen Vi:s litteraturpris
- 2017 – Ivar Lo-priset
- 2017 – Hedenvind-plaketten[4]
- 2020 – Eva Bonniers 70-årsfonds stipendium för 2020[5]
- 2020 – Stina Aronsons pris
- 2021 – Stipendium ur Lena Vendelsfelts minnesfond, Svenska Akademien